# Восточные гоферы
Восточные гоферы (лат. Geomys) — род грызунов семейства гоферовых. Ареал охватывает территорию прерий Северной Америки от северо-востока Мексики через Великие Равнины и Средний Запад в США до южной Канады.

## Виды
База данных Американского общества маммологов (ASM Mammal Diversity Database) признаёт 13 видов гоферов:
- Geomys arenarius — Пустынный гофер
- Geomys attwateri
- Geomys brazensis
- Geomys breviceps
- Geomys bursarius — Равнинный гофер
- Geomys jugossicularis
- Geomys knoxjonesi
- Geomys lutescens
- Geomys personatus — Техасский гофер
- Geomys pinetis — Юго-восточный гофер
- Geomys streckeri
- Geomys texensis
- Geomys tropicalis